# Ankylonuncia mestoni
Ankylonuncia mestoni is een hooiwagen uit de familie Triaenonychidae. De wetenschappelijke naam van Ankylonuncia mestoni gaat terug op Hickman.